# A Love Sublime
A Love Sublime is een Amerikaanse dramafilm uit 1917 onder regie van Tod Browning en Wilfred Lucas. Het scenario is losjes gebaseerd op de Griekse mythe van Orpheus en Eurydice.

## Verhaal
De Griek Philip wordt verliefd op Toinette, een Franse vrouw die hij leert kennen tijdens een auto-ongeluk. Toinette wordt opgenomen in het ziekenhuis en een verpleger vertelt Philip bij vergissing dat ze overleden is. Philip blijft elke nacht zingen onder het raam van haar ziekenhuiskamer. Op een nacht wordt de leider neergestoken van een bende, die zich ophoudt in een nabijgelegen park. Hij wordt behandeld door dezelfde arts als Toinette. Hij herkent Philip als de man, die hem een pakje sigaretten aanreikte tijdens een eerder ziekenhuisverblijf. De crimineel vertelt Philip dat zijn geliefde nog steeds in leven is. Uiteindelijk worden de beide geliefden weer herenigd.

## Rolverdeling
| Acteur          | Personage                |
| --------------- | ------------------------ |
| Wilfred Lucas   | Philip                   |
| Carmel Myers    | Toinette                 |
| F.A. Turner     | Professor                |
| Alice Wilson    | Beeldhouwster            |
| George Beranger | Man van de beeldhouwster |
| Jack Brammall   | Piny                     |
| James O'Shea    | Politieagent             |
| Bert Woodruff   | Dokter                   |
| Mildred Harris  | Eurydice                 |